# Зазирни в його серце
«Зазирни в його серце» (фр. Si tu voyais son coeur) — французький драматичний фільм-трилер 2017 року, повнометражний режисерський дебют Джоан Шемли з Гаелем Гарсія Берналем, Мариною Вакт і Науелем Пересом Біскаяртом у головних ролях. Світова прем'єра фільму відбулася 10 вересня 2017 на Міжнародному кінофестивалі у Торонто, де стрічка взяла участь у конкурсній програмі. В український кінопрокат фільм вийшов 7 грудня 2017 року .

## Сюжет
Після нещасного випадку, що забрав життя кращого друга, у Данієля (Гаель Гарсія Берналь) не залишилося бажання жити. Аби мати змогу платити за дешевий готель, він влаштовується на роботу до місцевого кримінального боса. Тепер виконання брудної роботи — його обов'язок. Докори сумління не картали його, допоки він не побачив Франсін (Марина Вакт). Очевидно, дівчину тримають тут силою. Життя Данієля набуває сенсу, він дуже хоче врятувати дівчину. Та романтичним мріям не місце серед реалій злочинного світу.

## У ролях
| • Гаель Гарсія Берналь    | … | Данієль                      |
| • Марина Вакт             | … | Франсін                      |
| • Науель Перес Біскаярт   | … | Костел                       |
| • Карім Леклу             | … | Мішель, відомий як «Умберто» |
| • Войцех Пшоняк           | … | поляк                        |
| • Маріано Сантьяго        | … | Лючо                         |
| • Мануель «Маноль» Муньос | … | Пепе                         |
| • Антонія Малінова        | … | Сільві                       |
| • Патрік Де Валетт        | … | Франк                        |
| • Аббес Захмані           | … | Алі                          |

## Знімальна група
- Автори сценарію — Джоан Шемла, Сантьяго Амігорена за книгою Гільєрмо Разалеса
- Режисер-постановник — Джоан Шемла
- Продюсер — П'єр Гуйяр
- Асоційовані продюсери — Філіпп Боеффард, Крістоф Россіньйон
- Оператор — Андре Шеметофф
- Композитор — Габрієль Яред
- Монтаж — Беатріса Ерміні
- Художник по костюмах —Ельфі Карльє
- Художник-декоратор — Ален Френцель
- Підбір акторів — Александра Назарян, Сандрін Лапуяд

## Нагороди та номінації
| Список нагород та номінацій           | Список нагород та номінацій | Список нагород та номінацій         | Список нагород та номінацій   | Список нагород та номінацій | Список нагород та номінацій |
| Кінопремія                            | Рік                         | Категорія                           | Номінант(и)                   | Результат                   | Дж                          |
| ------------------------------------- | --------------------------- | ----------------------------------- | ----------------------------- | --------------------------- | --------------------------- |
| Міжнародний кінофестиваль у Торонто   | 2017                        | Приз Платформа                      | Зазирни в його серце          | Номінація                   |                             |
| Варшавський міжнародний кінофестиваль | 2017                        | Приз за найкращу режисерську роботу | Джоан Шемла, Nord Ouest films | Перемога                    |                             |